# Marjinskaja (Kraj Stawropolski)
Marjinskaja (ros. Марьинская) – stanica w Rosji, w Kraju Stawropolskim, w rejonie kirowskim. W 2010 liczyła 9080 mieszkańców.